# Obed Asamoah

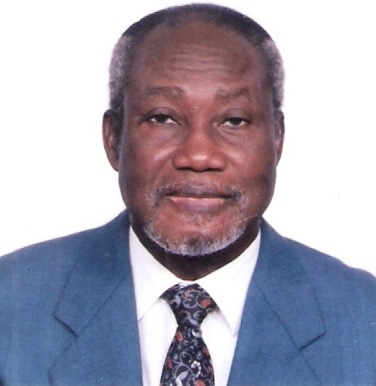
Obed Asamoah, 2011

Obed Yao Asamoah (* 6. Februar 1936) ist ein führender ghanaischer Politiker. Während der Regierung von Jerry Rawlings hatte er den Posten des Außenministers sowie des Justizministers und Generalstaatsanwalts inne.

## Karriere
Asamoah war zunächst während der Militärjunta unter Rawlings und später unter Präsident Rawlings (seit 1992) Außenminister von Ghana. Damit war er der Außenminister mit der bisher längsten Amtszeit.
Asamoah war zudem Justizminister und Generalstaatsanwalt 1994 kommissarisch während der ersten Amtszeit als Präsident unter Rawlings. Ferner hatte er diesem Amt in der gesamten zweiten Amtszeit zwischen 1997 und 2001 inne.
Asamoah ist Vorsitzender der im Jahr 2006 neu gegründeten Partei Democratic Freedom Party geworden. Zuvor hatte er seit 2002 als Nachfolger von Rawlings den Parteivorsitz der Partei National Democratic Congress inne. Es gab bereits im Jahr 2006 Gerüchte, die Asamoah als Präsidentschaftskandidat bei den Wahlen im Jahr 2008 sahen. Asamoah dementierte diese Gerüchte und teilte mit, er werde seine Partei im Wahlkampf für die im gleichen Jahr stattfindenden Parlamentswahlen unterstützen, nicht jedoch selbst als Kandidat für das Amt des Präsidenten Ghanas zur Verfügung stehen.